# Ahmedur Rashid Chowdhury
Pour les articles homonymes, voir Chowdhury.
Ahmedur Rashid Chowdhury (bengali : আহমেদুর রশীদ চৌধুরী, aussi appelé Tutul bengali : টুটুল) est un éditeur et écrivain bangladais. Il a remporté le prix Pinter International Writer of Courage (en) 2016, choisi par l'écrivaine Margaret Atwood,le prix Jeri Laber international freedom to publish 2016,et Prix Ossietzky (en) 2018. Ses écrits ont été publiés dans des journaux, des revues et des blogs.

## Carrière
En 1990, Chowdhury a fondé le magazine Shuddhashar. Il a créé une maison d'édition, sous le même nom, à Dacca en 2004. Shuddhashar a remporté le prix Shahid Munir Chowdhury de l'Académie Bangla en 2013. En février 2015, il a reçu des menaces de mort, pour avoir publié des documents d'écrivains athées.
Selon Chowdhury, le 26 août 2015, deux inconnus se sont rendus dans les bureaux de son éditeur pour demander des informations sur le bureau et des détails sur les autres personnes qui ont visité Shuddhashar. L'assistant de Chowdhury était seul au bureau à ce moment-là, et les hommes l'auraient laissé non identifié. À cette époque, le bureau recevait deux ou trois appels téléphoniques suspects par semaine.
Le 31 octobre 2015, il a été attaqué par des agresseurs armés de machettes,,. Ansar Al Islam (Al-Qaïda en guerre sainte dans le sous-continent indien Bangladesh) a revendiqué la responsabilité. Chowdhury a été hospitalisé dans un état critique. 
Le même jour, les bureaux de la maison d'édition Jagriti, qui publiait également des ouvrages d'Avijit Roy, ont été attaqués et Faisal Arefin Dipan a été tué,.
Il a fui avec sa famille au Népal alors qu'il était encore sous traitement et est arrivé à Skien, en Norvège, en février 2016 grâce au programme de résidence ICORN (International Cities of Refuge Network). En Norvège, il étudie et étudie l'émergence du terrorisme au Bangladesh et dans d'autres pays sous-développés,,. Il édite actuellement son magazine en ligne Shuddhashar.
Chowdhury a été finaliste du Prix de la liberté de publier de l'IPA en 2016, et International Publishers Association, Prix Voltaire Short List en 2018. En 2017, il a fait une présentation inspirante au Forum Liberté d'Oslo.